# Maria Gabriela Fonseca
Maria Gabriela da Cunha Baptista Rodrigues da Fonseca (5 de junho de 1958) é uma professora, deputada e política portuguesa. Ela é deputada à Assembleia da República na XIV legislatura pelo Partido Social Democrata.